# Шорников, Василий Петрович
Васи́лий Петро́вич Шо́рников (12 [25] декабря 1904, дер. Ляхово, Московская губерния — 7 декабря 1982, Москва) — командир стрелкового батальона 356-го стрелкового полка 343-й стрелковой дивизии 81-го стрелкового корпуса 50-й армии 3-го Белорусского фронта, майор, Герой Советского Союза.

## Биография

### Детство, юность
Василий Шорников родился в семье крестьянина. Русский. Окончил 4 класса земской школы. В 1914 году вместе с семьёй переехал в Москву. Трудовой путь начал курьером в частной фотографии. Затем был разнорабочим на обувной фабрике. С 1924 года — слесарь на Московском электрозаводе.
В 1926 году Шорников был призван на срочную военную службу. Попал в пограничники на заставу, охранявшую участок советско-финляндской границы. В 1929 году вступил в ВКП(б).
После окончания службы в 1929 году Василий Петрович вернулся на Московский электрозавод. Работал мастером цеха. За 2 года окончил комвуз. В 1933 году Шорников возглавил плодоовощной комбинат при отделе рабочего снабжения электрозавода.

### В начале войны
К началу Великой Отечественной войны Шорников работал в Управлении торговли Мосгорисполкома и имел бронь от призыва в армию. Однако с приближением немецких войск к Москве, Василий Петрович осознаёт, что полученный им во время пограничной службы опыт надо использовать на фронте, и в октябре 1941-го вступает добровольцем в полк московских ополченцев. Участвует в боях под Москвой. В декабре 1941 года получает ранение.
После выздоровления Шорников был направлен на курсы усовершенствования командного состава. В 1942 году он становится заместителем, а затем командиром роты 299-го отдельного пулемётно-артиллерийского батальона 154-го укрепленного района  Западного фронта. В одном из боёв получает ещё одно ранение, после которого долго лечится в госпитале.

### 1944 год
В начале 1944 года Шорников был назначен командиром стрелкового батальона. 343-я стрелковая дивизия участвовала в операции «Багратион» по освобождению Белоруссии. В июле 1944 года войска дивизии подошли к городу Новогрудок. Батальону Шорникова командиром дивизии была поставлена задача — выбить противника из траншей перед Новогрудком.
Действовать батальону пришлось под плотным артиллерийским и пулемётным огнём. Василий Петрович сам повёл бойцов в атаку. Взрывной волной его швырнуло в сторону и контузило. Но он поднялся и снова побежал вперёд. Позже, когда воины закрепились в немецких окопах, почти утративший слух Шорников продолжал руководить боем.
Утром следующего дня батальон Шорникова пошёл на штурм Новогрудка. Комбат умело управлял своими бойцами, миномётчиками, батареей сорокопяток. Вскоре батальон завязал уличные бои. Советские танки преградили гитлеровцам путь отступления за реку Нарев, а пехота истребляла очаги сопротивления. В результате батальон закрепился на берегу реки, захватил 6 пушек и уничтожил значительное количество живой силы противника.
В конце 1944 года в одном из боёв батальону Шорникова предстояло преодолеть 3-километровое простреливаемое поле, форсировать реку и выбить врага из деревни Барково. Шорников принимает решение сначала подползти к реке, пользуясь зимними маскхалатами, а потом уже идти на штурм. Лёд на реке оказался разбитым артиллерией противника. Пришлось по грудь и выше переходить вброд. Воспользовавшись отвлекающей стрельбой соседних батальонов, Шорников дал команду на штурм. Уверенные в неодолимости ледяной преграды, немецкие солдаты были буквально ошеломлены, когда внезапно над брустверами их окопов выросли фигуры советских бойцов. Ликвидировав противника в опорных пунктах, батальон ворвался в деревню. Вскоре деревня была освобождена.

### В боях на территории Восточной Пруссии
В начале 1945 года советские войска вступили в Восточную Пруссию, т.е уже непосредственно на территорию Третьего рейха. На подступах к старинной столице немецкой Пруссии — Кёнигсбергу батальон Шорникова в ожесточённом ночном бою отбил 22 контратаки врага, занял 11 населённых пунктов, уничтожил 2 самоходных орудия, 3 тягача, разгромил штаб полка противника и захватил полковое знамя.
К апрелю 1945 года советские войска подошли вплотную к Кёнигсбергу. Начались приготовления к штурму немецкой цитадели. По приказу командира Шорниковым была сформирована штурмовая группа, которая должна была наступать на город с северо-запада. Помимо автоматчиков в группу входили 9 танков, 2 самоходные артиллерийские установки, несколько огнемётчиков, взвод сапёров-подрывников.
6 апреля штурмовая группа майора Шорникова в числе других подобных групп пошла на приступ фашистского города-крепости. Немцы цеплялись за каждый дом. В центре Кёнигсберга, вокруг кинотеатра, солдатами вермахта были сооружены баррикады. Василий Петрович руководил огнём артиллерии, затем атакой автоматчиков на здания, где размещались штабы неприятельских частей. Штурмовая группа Шорникова пленила около 800 гитлеровцев, в том числе одного генерала и много других офицеров.
На следующем этапе штурма группа Шорникова участвовала в тяжёлых боях за мясокомбинат, превращённый гитлеровцами в мощный опорный пункт обороны. 9 апреля 1945 года Кёнигсберг пал.
Указом Президиума Верховного Совета СССР от 29 июня 1945 года за образцовое выполнение боевых заданий командования на фронте борьбы с немецкими захватчиками и проявленные при этом отвагу и геройство Василию Петровичу Шорникову было присвоено звание Героя Советского Союза с вручением ордена Ленина и медали «Золотая Звезда» (№ 8848).

### После войны
В 1946 году В. П. Шорников уволился в запас. Вернулся в Москву. Окончил техникум советской торговли. Работал в Министерстве торговли СССР, Мосгорисполкоме.
Василий Петрович Шорников скончался 7 декабря 1982 года. Похоронен на Преображенском кладбище в Москве.

## Награды
- Медаль «Золотая Звезда» (29 июня 1945 года);
- орден Ленина (29 июня 1945 года);
- два ордена Красного Знамени;
- орден Александра Невского;
- орден Красной Звезды;
- медали.

## Память
- 2 августа 1994 года в честь Героя названа улица Майора Шорникова в Калининграде[2].
- Могила В. П. Шорникова на московском Преображенском кладбище внесена в список объектов культурного наследия регионального значения[3].
- В городе Кемерово в честь В. П. Шорникова названа улица в Центральном районе.